# Deep Impact (missione spaziale)
Deep Impact è una sonda spaziale della NASA progettata per studiare la composizione dell'interno di una cometa. Alle 5:52 UTC del 4 luglio 2005 una parte della sonda ha impattato con successo il nucleo della cometa Tempel 1, portando alla luce i detriti provenienti dall'interno del nucleo.
Le precedenti missioni spaziali dirette verso comete, come la Giotto e la Stardust, erano semplicemente missioni di sorvolo con la possibilità di fotografare ed esaminare la superficie dei nuclei delle comete. La missione Deep Impact è la prima ad esaminare l'interno di una cometa e conseguentemente, come sperano gli scienziati, sarà la prima a svelare i segreti di questi piccoli corpi celesti congelati.
Nel primo briefing dopo l'impatto, alle 01:00 (del Pacifico) del 4 luglio 2005, le prime immagini processate rivelarono il cratere formatosi precedentemente nella cometa. Gli scienziati della NASA dichiararono che non erano ancora in grado di vedere il cratere e che l'unico modello riguardante la composizione delle comete che potevano scartare con certezza era quello che prevedeva che le comete fossero un insieme di materiale aggregato altamente poroso.
Una prima estensione della missione, ridenominata EPOXI, ha permesso di utilizzare la sonda per l'osservazione dei pianeti extrasolari e, soprattutto, per il sorvolo di una seconda cometa, la Cometa Hartley 2, raggiunta il 4 novembre 2010.
Ancora in buono stato, la sonda è stata quindi rediretta verso l'asteroide Near-Earth (163249) 2002GT, che avrebbe dovuto essere raggiunto nel gennaio del 2020, e utilizzata per osservazioni in remoto delle comete Garradd (C/2009 P1) ed ISON. Nell'agosto del 2013, tuttavia, la NASA ha perso le comunicazioni con la sonda. Dopo circa un mese in cui non è stato possibile ristabilire i contatti, la missione è stata dichiarata conclusa il 20 settembre 2013.

## Profilo della missione
Dopo il suo lancio avvenuto il 12 gennaio 2005, la navicella spaziale Deep Impact ha impiegato 174 giorni per raggiungere la cometa Tempel 1 a una velocità di crociera di circa 103.000 chilometri all'ora. Una volta giunta in prossimità della cometa (il 3 luglio), si è separata in due parti, il proiettile e la sonda (fly-by). Il proiettile ha utilizzato i suoi propulsori per intersecare la traiettoria della cometa, impattando 24 ore più tardi con una velocità relativa di 37.000 km/h. Il proiettile aveva una massa di 370 chilogrammi, e nell'impatto con la cometa ha liberato 1.96 × 1010 joule di energia cinetica, l'equivalente di 4,5 tonnellate di TNT. Gli scienziati credono che l'energia prodotta da questa collisione ad alta velocità sia sufficiente per creare un cratere con un diametro di 100 m (largo quanto il Colosseo), benché le immagini ancora non lo mostrino (la nuvola di detriti ha oscurato la visuale).
Qualche minuto dopo l'impatto, la sonda flyby ha oltrepassato il nucleo a una distanza di 500 km, scattando immagini del cratere, della materia fuoriuscita e dell'intero nucleo della cometa. L'intero evento è stato anche fotografato dai telescopi a terra e dagli osservatori spaziali, come il telescopio spaziale Hubble, il Chandra, lo Spitzer e l'XMM-Newton. Inoltre, l'impatto è stato osservato dalle fotocamere e dagli spettroscopi della sonda europea Rosetta, che si trovava a circa 80 milioni di km dalla cometa al momento dell'impatto. Rosetta dovrebbe determinare la composizione dei gas e della polvere che compongono le nubi formatesi dopo l'impatto .
Il costo totale della missione Deep Impact è stato di 330 milioni di dollari.

## Obiettivi scientifici
Il responsabile della missione è Michael A'Hearn, astronomo all'Università del Maryland, College Park. La missione Deep Impact aiuterà a rispondere a domande fondamentali sulle comete, come:
- La composizione di una cometa è omogenea, o qualche processo fisico ha causato una differenziazione tra interno e superficie? In altre parole, le comete sono stratificate?
- Le comete sono costituite di materiale fortemente coeso e densamente impaccato, o sono conglomerati porosi?
- È possibile che alcune parti della massa di una cometa contengano materiale primitivo, che sia rimasto tal quale sin dalla creazione della cometa, durante le prime fasi della storia del Sistema solare?

Gli scienziati sperano che queste domande trovino risposta, almeno in parte, dai dati provenienti dalla missione Deep Impact. Per esempio, la dimensione e la forma del cratere prodotto dall'impatto dirà agli scienziati quanto compatto sia il materiale costitutivo della cometa.

## Progetto e strumentazione

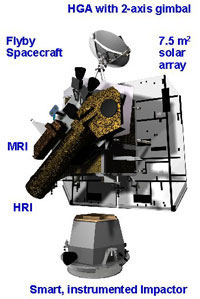
Veduta della navicella

La navicella è formata da due parti principali, il proiettile "Smart Impactor" da 370 kg che ha impattato contro la cometa e la sonda "Flyby", che ha fotografato il cratere formatosi dopo l'impatto.
La sonda Flyby trasporta due telecamere, l'High Resolution Imager (HRI, ad alta risoluzione) e la Medium Resolution Imager (MRI, a media risoluzione). L'HRI è un dispositivo fotografico che combina una camera a luce visibile, uno spettrometro a infrarossi e un modulo fotografico. È ottimizzato per osservare il nucleo della cometa. Il MRI è un dispositivo di riserva, ed è stato usato soprattutto per la navigazione durante gli ultimi 10 giorni dell'avvicinamento a Tempel 1.
La sezione "Impactor" della navicella conteneva uno strumento quasi identico al MRI. Appena l'"Impactor" si è approssimato alla superficie della cometa la telecamera ha scattato immagini ad alta risoluzione del nucleo (0,2 metri per pixel), che sono state trasmesse in tempo reale alla navetta Flyby prima che il proiettile andasse distrutto. L'ultima immagine dall'Impactor è stata scattata a solo 3,7 secondi dalla collisione.

## Eventi della Missione

### Prima del lancio

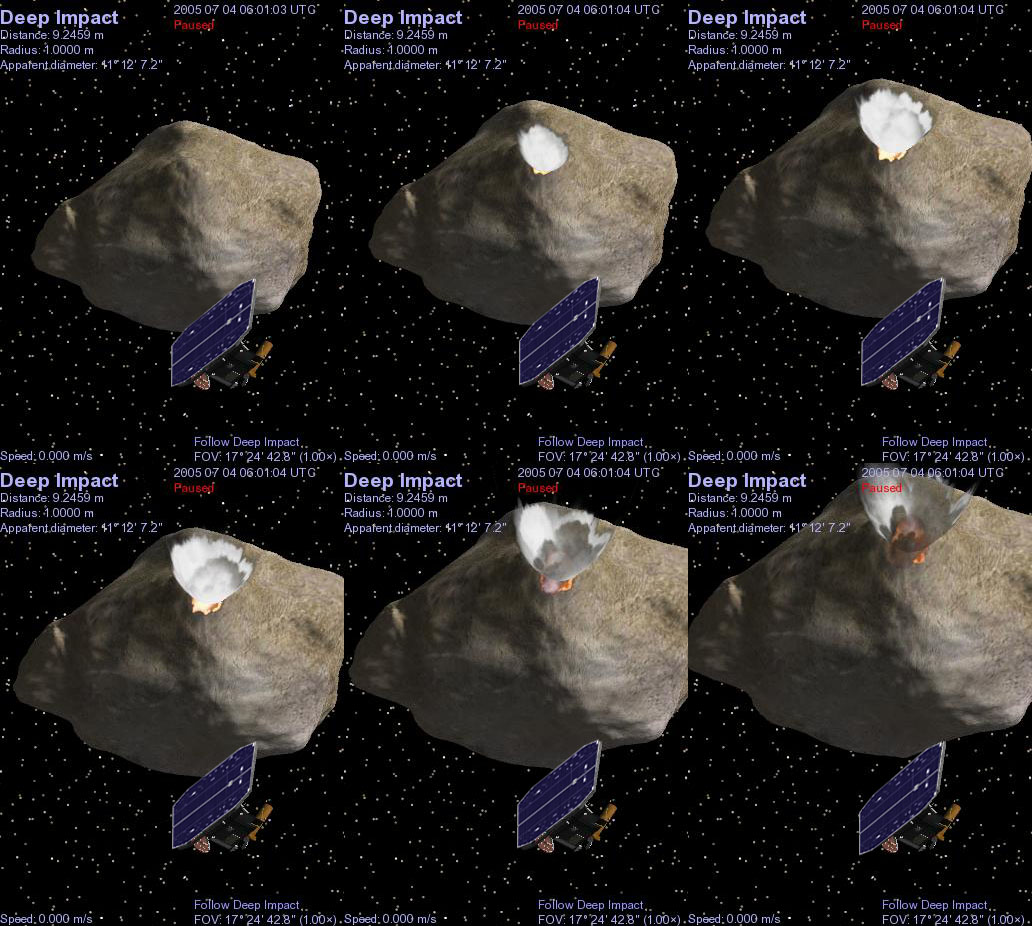
Simulazione: La collisione tra la cometa 9P/Tempel 1 e Deep Impact, simulata dal software Celestia usando informazioni pre-impatto. Il Sole e la Terra sono a destra. Attenzione: nell'immagine la sonda è orientata nella direzione sbagliata: il pannello solare dovrebbe esser rivolto verso il Sole mentre l'antenna ad alto guadagno dovrebbe puntare verso la Terra.

Una missione con scopo l'impatto su una cometa era stata proposta nel 1996, ma gli ingegneri della NASA erano scettici che il bersaglio potesse essere centrato.
 Nel 1999 venne accettata una proposta di missione, Deep Impact, rivista e aggiornata tecnologicamente, finanziata come parte del Programma Discovery per missioni a basso costo.
Il nome della missione, è condiviso con il film  Deep Impact (1998), nel quale una cometa è in traiettoria di collisione con la terra, ma è una coincidenza: sia gli scienziati della missione che i creatori del film hanno ideato il nome indipendentemente e quasi contemporaneamente. 

### Il lancio e il dispiegamento

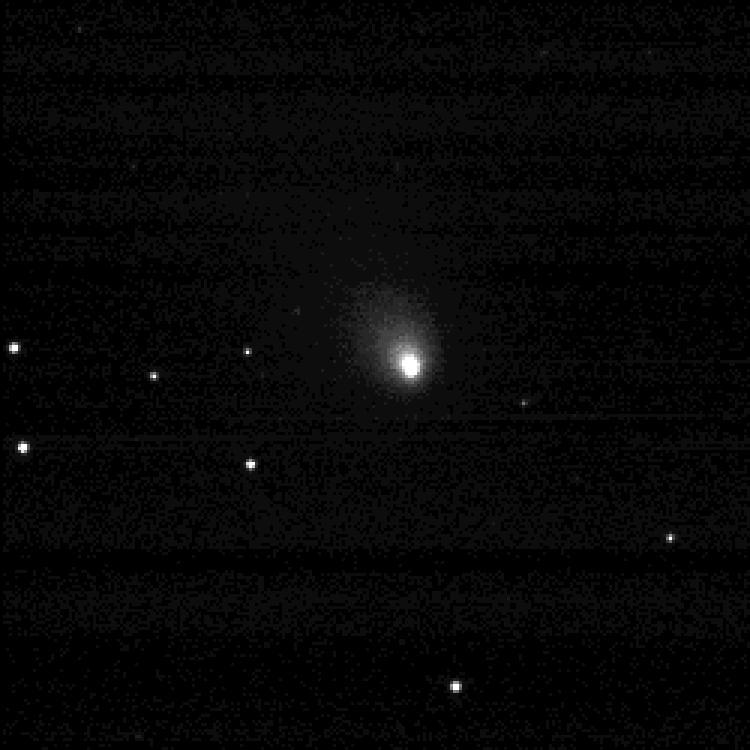
Cometa Tempel 1 fotografata il 25 aprile dalla navicella spaziale Deep Impact

Il lancio della sonda era inizialmente programmato per il 30 dicembre 2004, ma i responsabili della NASA hanno differito il lancio per disporre di maggior tempo da dedicare al controllo del software.
La sonda è stata lanciata con successo da Cape Canaveral il 12 gennaio 2005 alle 13:47 EST (18:47 UTC) da un razzo Delta II. Lo stato di funzionamento di Deep Impact è rimasto incerto per il primo giorno dopo il lancio. Poco dopo essere entrata in orbita attorno al sole ed aver aperto i pannelli solari la sonda si era inserita in modalità di sicurezza (safe mode). La causa e la gravità del problema non sono ancora conosciuti, ma la NASA ha riferito che il sistema di controllo a bordo della sonda aveva rilevato una situazione di surriscaldamento. La NASA ha in seguito annunciato che la sonda era uscita dalla modalità di sicurezza, ritornando in perfetta funzionalità.
 Archiviato il 6 aprile 2020 in Internet Archive.
L'11 febbraio, i razzi di Deep Impact sono stati azionati per correggere la traiettoria della navetta. La correzione è stata così precisa che la manovra successiva, in piano il 31 marzo non ha avuto luogo.
Durante la fase di dispiegamento tutti gli strumenti sono stati attivati e verificati. I test sull'HRI dopo la procedura di riscaldamento dell'interno del telescopio, eseguita per eliminare residui d'umidità accumulatisi nelle fasi di lancio e attraversamento dell'atmosfera, hanno mostrato che comunque le immagini dell'apparecchio rimanevano poco fuori fuoco. Il problema è stato analizzato e il 9 giugno, durante un briefing sulla missione, è stato annunciato che utilizzando software di manipolazioni delle immagini che operano processi di deconvoluzione le immagini dell'HRI possono essere corrette alla risoluzione prevista in origine. 

### Fase di crociera
La "fase di crociera" è iniziata il 25 marzo ed è continuata fino a circa 60 giorni prima dell'incontro con la cometa Tempel 1. Il 25 aprile la sonda ha acquisito la prima immagine del bersaglio, da una distanza di circa 64 milioni di chilometri.
Il 4 maggio la sonda ha eseguito la sua seconda manovra di correzione della traiettoria. Accendendo i suoi razzi per 95 secondi la sua velocità è stata modificata di 18.2 km/h.

### Fase di avvicinamento
La fase di avvicinamento (approach phase) è quella che va da 60 a 5 giorni prima dell'incontro. Il limite dei 60 giorni (5 maggio) era stato fissato pensando che prima non sarebbe stato possibile per Deep Impact individuare la cometa con la sua camera MRI. In effetti la cometa è stata individuata prima del previsto, 69 prima della data dell'impatto. Questa data segna l'inizio di un periodo di osservazioni molto intense che hanno permesso di perfezionare la conoscenza dell'orbita della cometa, di studiare la sua rotazione e le polveri che la circondavano.
Il 14 giugno ed il 22 giugno Deep Impact ha osservato due picchi di attività dalla cometa, l'ultimo con un'intensità sei volte maggiore del primo (vd. articolo sul sito NASA).
Il 23 giugno una terza correzione della traiettoria è stata eseguita con successo: un cambiamento di velocità di 6 m/s si era reso necessario per aggiustare la traiettoria della sonda verso la cometa.

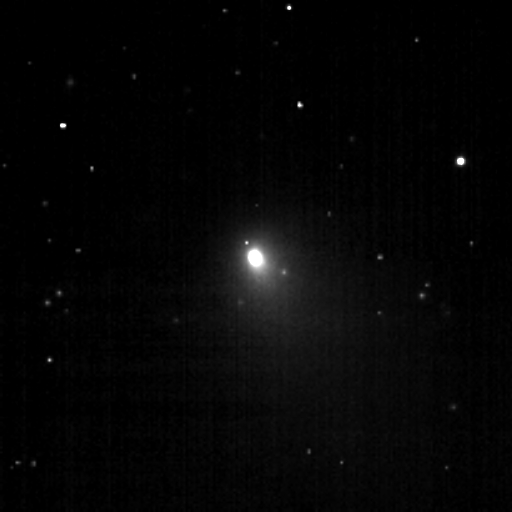
30 maggio 2005, 35 giorni all'impatto
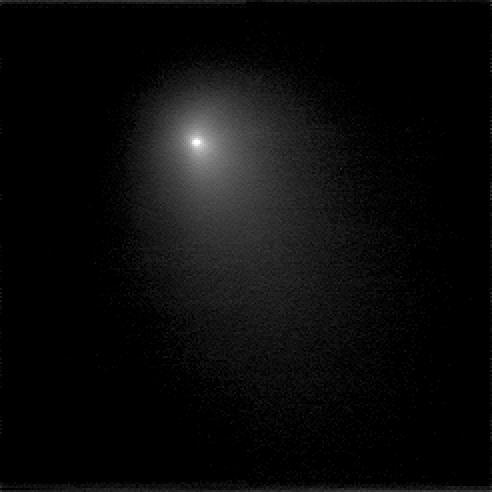
15 giugno, 19 giorni all'impatto
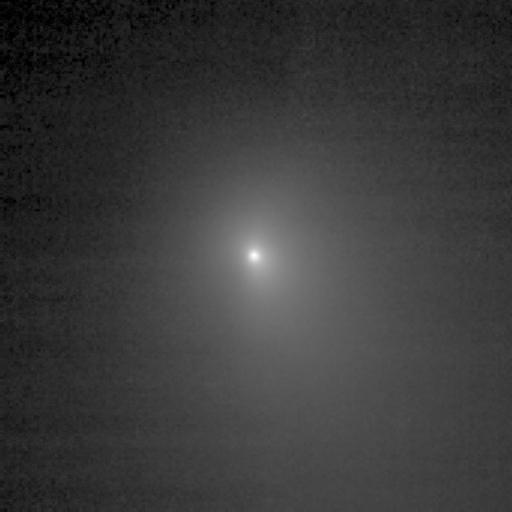
21 giugno, 13 giorni all'impatto
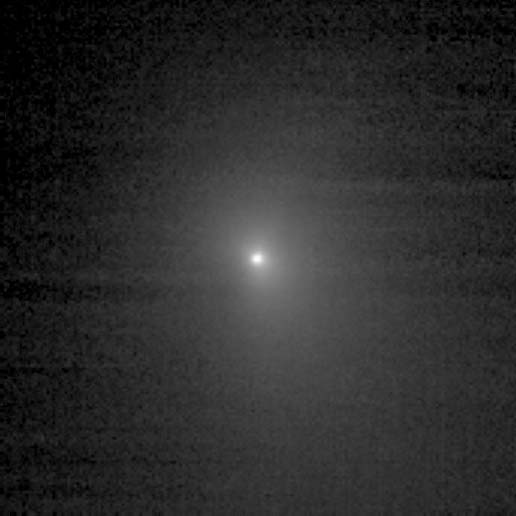
27 giugno, 7 giorni all'impatto, al termine della fase di avvicinamento

### Fase di impatto
La fase di impatto è cominciata il 29 giugno, a cinque giorni dall'impatto vero e proprio. Il proiettile di impatto si è separato con successo dalla navicella Flyby alle 6:07 UTC del 3 luglio. Le prime immagini trasmesse dagli strumenti del proiettile risalgono a 2 ore dopo la separazione. Il modulo Flyby ha successivamente effettuato una delle due manovre di deviazione previste per evitare danneggiamenti. L'accensione dei motori per 14 minuti ha rallentato la velocità della navicella spaziale. Il collegamento tra il Flyby e il proiettile ha mostrato di funzionare perfettamente .
Nelle due ore precedenti l'impatto, il proiettile aveva la possibilità di effettuare 3-4 manovre di correzione della traiettoria, ma sembra che se ne siano rese necessarie soltanto due .
L'impatto con la cometa è avvenuto alle 05:52 UTC del 4 luglio, con un secondo di ritardo rispetto al momento previsto.
Il proiettile d'impatto ha trasmesso immagini della cometa fino a 3 secondi prima dell'impatto. La maggior parte dei dati sono stati memorizzati dal modulo Flyby e - alla data del 4 luglio - saranno trasmessi a terra nei giorni successivi.
Il sito della NASA ha una tabella Archiviato il 1º agosto 2020 in Internet Archive. delle tappe della fase di impatto.

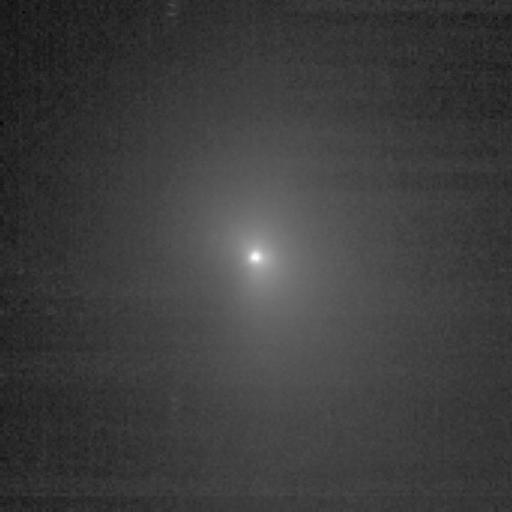
Cometa Tempel 1, fotografata a 4.2 milioni di km (inizio della fase di impatto)
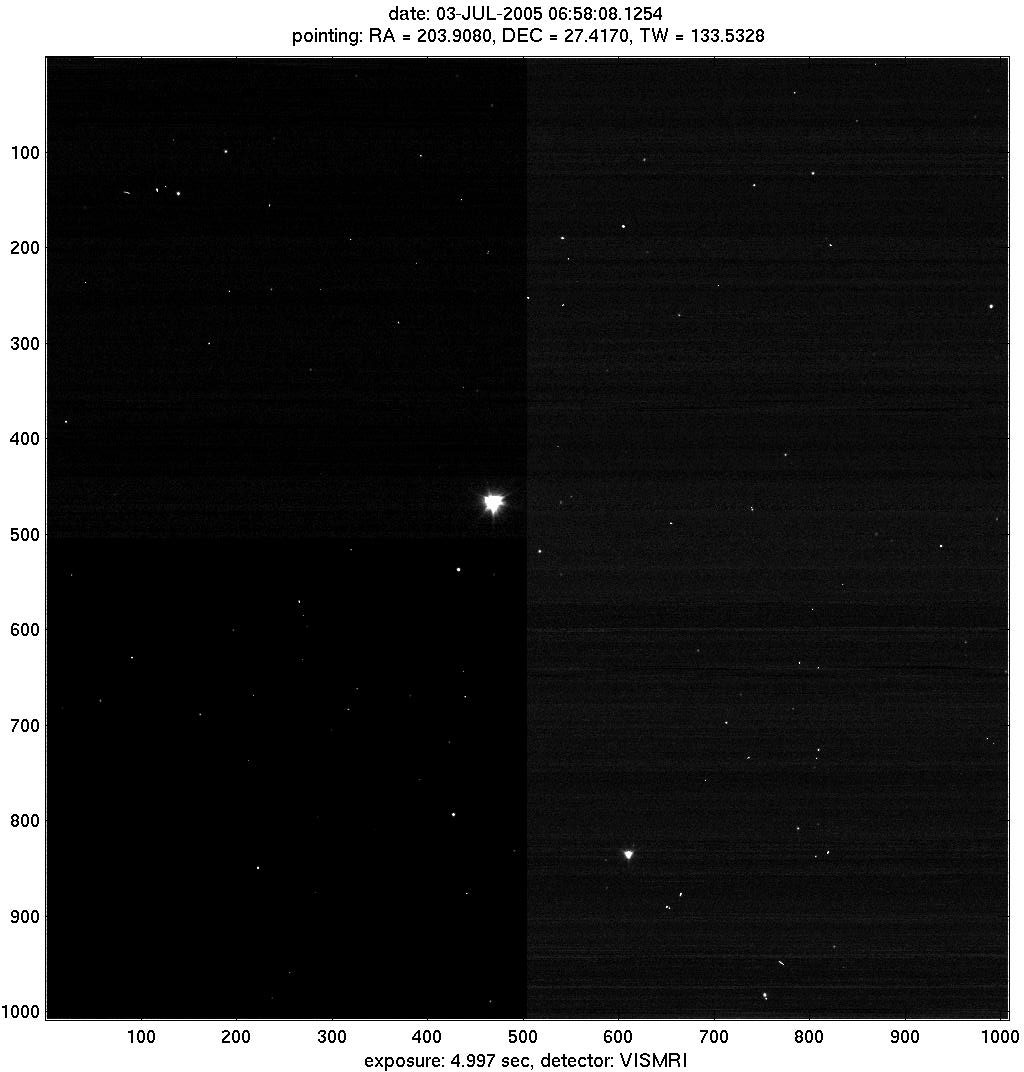
Proiettile di impatto fotografato dalla navicella Flyby poco dopo la separazione
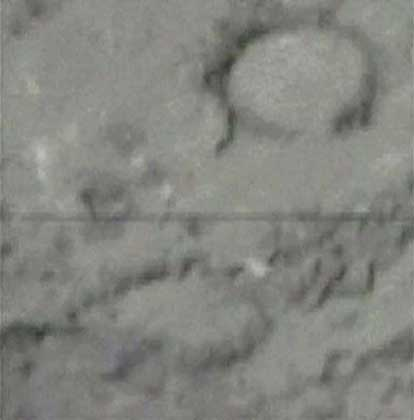
Particolare della cometa fotografato dal proiettile poco prima dell'impatto
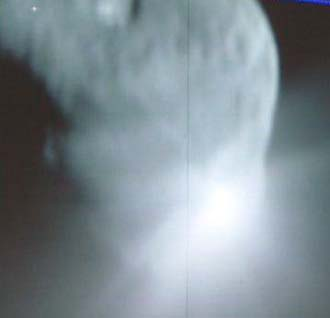
Fotografia dell'impatto
Animazione della fase di impatto
Impactor Targeting Sensor, Visual CCD (ITS) during encounter (movie)

## Contributi degli astronomi amatoriali
Poiché il tempo di osservazione che i più importanti telescopi (come l'Hubble) possono dedicare è sempre scarso, gli scienziati della missione Deep Impact hanno chiesto la collaborazione di "dilettanti qualificati, studenti e astronomi professionisti" affinché usassero i loro piccoli telescopi per fare osservazioni a lungo termine della cometa, prima e dopo l'impatto. Lo scopo di queste osservazioni era di monitorare le emissioni gassose, lo sviluppo della nuvola di polveri e il tasso di produzione delle polveri dopo l'impatto, lo sviluppo della coda di polveri e l'attività di emissione di gas ad alta pressione. A partire dal 2000 gli astronomi dilettanti hanno inviato più di mille immagini CCD della cometa. 
La cometa è attualmente visibile con strumenti non più piccoli di un grosso telescopio a riflessione, ma si pensava che al momento dell'impatto del 4 luglio si potesse avere un improvviso aumento di luminosità, sufficiente a permettere di scorgere la cometa anche solo con l'ausilio di un binocolo, in condizioni di ottima visibilità. 
Un astronomo dilettante ha riferito di aver osservato una nuvola luminosa apparentemente omogenea circondare la cometa e un aumento stimato di 2 gradi di magnitudine apparente dopo l'impatto. https://groups.google.com.au/group/sci.astro.amateur/browse_thread/thread/e62afbef29b10d9e/49eb86190c68f9c1?hl=en
Un altro astronomo dilettante ha ricavato una mappa dell'area di impatto, basandosi sulle fotografie diffuse dalla NASA. 

## Estensione della missione
Già in fase di progettazione della missione era stata valutata l'opportunità di una sua estensione ed il 21 luglio 2005, diciassette giorni dopo l'incontro con la Cometa Tempel 1, la sonda Deep Impact eseguiva una manovra di correzione di traiettoria che l'avrebbe diretta verso la Terra, per ricevere una spinta gravitazionale ed essere indirizzata verso un nuovo obiettivo.
Nella nuova fase, la missione fu rinominata EPOXI. La sonda Deep Impact è stata reimpiegata per l'osservazione di pianeti extrasolari e per lo studio di un secondo corpo cometario, la Cometa Hartley 2 che è stata raggiunta il 4 novembre 2010.
Ufficialmente la missione ha avuto inizio con il comunicato stampa della NASA 07-147 del 3 luglio 2007, con il quale l'ente spaziale statunitense ha comunicato lo stanziamento dei fondi necessari per il controllo e l'utilizzo della sonda Deep Impact. L'obiettivo della missione indicato nel comunicato stampa citato era la Cometa Boethin, che sarebbe dovuta essere raggiunta nel 2008. Tuttavia, le difficoltà insorte nell'osservazione dalla Terra della cometa non hanno permesso di confermarne l'orbita, nota dall'ultimo passaggio al perielio. Di conseguenza gli analisti di missione si son trovati nell'incapacità di poter determinare la correzione orbitale necessaria perché la sonda potesse essere diretta verso la Cometa Boethin. Fu quindi proposto un obiettivo alternativo, individuato nella Cometa Hartley 2, la cui orbita era nota con la precisione richiesta per la progettazione dell'incontro, che era stato previsto per l'11 ottobre 2010. Il ritardo di due anni nel fly-by cometario comportò un incremento nella previsione di spesa per il segmento di terra della missione. Il 13 dicembre 2007, la NASA e l'Università del Maryland confermarono il finanziamento della missione fino all'incontro con la Cometa Hartley 2.

## Seconda estensione e termine della missione
Completata la missione EPOXI con il sorvolo della Cometa Hartley 2, la sonda Deep Impact non fu disattivata. Il quantitativo di propellente ancora disponibile le avrebbe permesso di raggiungere l'asteroide Near-Earth (163249) 2002GT nel gennaio del 2020. La NASA autorizzò le manovre di correzione di rotta - la prima avvenne il 24 novembre 2011, la seconda il 4 ottobre 2012 - che avrebbero permesso l'incontro, ma si riservò di approvare in modo definitivo la missione solo successivamente, in funzione dello stato della sonda e del budget disponibile.
Nel frattempo, la sonda venne utilizzata dal 20 febbraio all'8 aprile 2012 per l'osservazione della cometa Garradd (C/2009 P1) attraverso il Medium Resolution Instrument. La cometa si trovava allora ad una distanza compresa tra 1,75 e 2,11 UA dal Sole e tra 1,87 e 1,30 UA dalla sonda. Fu così rilevata una periodicità di 10,4 ore nelle emissioni gassose della cometa, che si ritiene corrisponda al periodo di rotazione del nucleo. Inoltre, fu misurata l'abbondanza relativa del ghiaccio secco rispetto al ghiaccio d'acqua, pari a circa il 10% nel numero di molecole.
Successivamente, nel gennaio del 2013, Deep Impact fu utilizzata per eseguire osservazioni della Cometa ISON, che sarebbero state ripetute nella successiva estate.
Tuttavia, il 3 settembre 2013 la NASA diede comunicazione di aver perso i contatti con la sonda. L'ultima comunicazione era avvenuta l'8 agosto e i contatti sarebbero stati persi tra l'11 ed il 14 agosto. La causa del problema sarebbe stata determinata il 30 agosto in un'anomalia nel software di bordo che avrebbe prodotto un ripetuto riavvio del computer stesso. Ciò avrebbe interrotto il funzionamento dei motori e condotto alla perdita dell'assetto. Da questa situazione sarebbero derivate sia le difficoltà nelle comunicazioni, con l'antenna non più orientata in direzione della Terra, sia il rischio che i pannelli fotovoltaici, non più orientati correttamente verso il Sole, non fossero più in grado di generare energia sufficiente al funzionamento della sonda stessa. La NASA ha dato comunicazione il 20 settembre 2013 di aver interrotto i tentativi per il ristabilimento delle comunicazioni con la sonda, ponendo termine alla missione.